# (20409) 1998 QP43
A (20409) 1998 QP43 a Naprendszer kisbolygóövében található aszteroida. A LINEAR projekt keretében fedezték fel 1998. augusztus 17-én.